# Карл Бенц
Карл Фридрих Михаел Бенц (Милбург, 25. новембар 1844 — Ладенбург, 4. април 1929) био је немачки аутомобилски инжењер. Генерално је признат као један од изумитеља (заједно са Готлибом Дајмлером) моторног возила - аутомобила. Његов Бенц Патент-Моторкар из 1885. сматра се првим практичним аутомобилом и првим аутомобилом стављеним у серијску производњу. Он је добио патент за аутомобил 1886.
Његова компанија Бенц & Цие, са седиштем у Манхајму, била је прва фабрика аутомобила и највећа у своје време. Године 1926, спојио се са Дајмлер Моторен-Гезелшафт да би формирао Дајмлер-Бенц који производи Мерцедес-Бенц између осталих брендова.
Бенц се широко сматра „оцем аутомобила“ и „оцем аутомобилске индустрије“.

## Рани живот
Карл Бенц је рођен као Карл Фридрих Михаел Вајант, 25. новембра 1844. у Милбургу, сада општини Карлсруе, Баден-Виртемберг, која је део модерне Немачке. Његови родитељи су били Жозефина Вајант и машиновођа Јохан Георг Бенц, за кога се удала неколико месеци касније. Према немачком закону, дете је стекло име „Бенц“ законитим браком својих родитеља. Када је имао две године, отац му је умро од упале плућа, а име му је промењено у Карл Фридрих Бенц у знак сећања на оца.

## Бенцова прва фабрика и рани изуми (1871–1882)
Године 1871, у узрасту од двадесет седам година, Карл Бенц се придружио Августу Ритеру у покретању Ливнице гвожђа и механичке радионице у Манхајму, касније преименоване у Фабрику машина за обраду лима.
Прва година предузећа прошла је веома лоше. Испоставило се да је Ритер непоуздан, а алати пословања су заплењени. Потешкоће су превазиђене када је Бенцова вереница, Берта Рингер, откупила Ритеров удео у компанији користећи свој мираз.
Дана 20. јула 1872. Карл Бенц и Берта Рингер су се венчали. Они су имали су петоро деце: Еугена (1873), Ричарда (1874), Клару (1877), Тилду (1882) и Елен (1890).

## Галерија
- Радионица Карла Бенца у Манхајму у Немачкој
- Бенц 1885
- Реплика Бенцовог моторног возила
- Прва возачка дозвола на свету, издата Карлу Бенцу 1. августа 1888.
- Музеј аутомобила др Карл Бенц у Ладенбургу у Немачкој
- Карл и Берта Бенц
- Званични знак Меморијалне руте Берте Бенц, којим се обележава прво путовање Бенцовим моторним возилом 1888. године
- Прва бензинска пумпа на свету, градска апотека у Вислоху у Немачкој